# Єндрік
Єндрік Зігварт (нім. Jendrik Sigwart, нар. 27 серпня 1994, Гамбург, Німеччина), також відомий як Єндрік — німецький співак, музичний виконавець і театральний актор. Представляє Німеччину на пісенному конкурсі «Євробачення-2021» у Роттердамі з піснею «I Don't Feel Hate».

## Біографія
Єндрік Зігварт виріс у Гамбурзі-Фольксдорфі, у нього четверо братів і сестер. Підлітком він навчався грі на фортепіано і скрипці, чотири роки вивчав мюзикли і вокальну педагогіку в музичному інституті Оснабрюкського університету. Під час навчання він брав участь у різних мюзиклах, у тому числі в «Моя прекрасна леді», «Лак для волосся» та «Пітер Пен». Зігварт також пише свої власні пісні, які публікує на YouTube. Укулеле посідає важливе місце в його музиці. У грудні 2020 року він представив три свої пісні на благодійному концерті для біженців із табору Моріа.
6 лютого 2021 року оголосили, що Зігварт обраний представником Німеччини на пісенному конкурсі «Євробачення-2021» у Роттердамі. Його конкурсна пісня «I Don't Feel Hate», яку він написав разом з продюсером Крістофом Освальдом, вийшла 25 лютого 2021 року. Сенс синглу, за словами Освальда, не в тому, щоб відповідати на ненависть, що вражає вас, а в тому, щоб відчувати жалість і співчуття.

## Особисте життя
Єндрік гей. Він живе в Гамбурзі зі своїм бойфрендом Яном.

## Дискографія
Сингли
| Назва               | Рік  | Альбом            |
| ------------------- | ---- | ----------------- |
| «I Don't Feel Hate» | 2021 | Неальбомний сингл |

## Примітка
1. 1 2  Jendrik Sigwart. Lagerpusch Management[недоступне посилання]
2. ↑  Jendrik: Das ist Deutschlands ESC-Kandidat 2021. Архів оригіналу за 17 травня 2021. Процитовано 13 травня 2021.
3. ↑  Benefizkonzert 2020. Архів оригіналу за 14 лютого 2021. Процитовано 13 травня 2021.
4. ↑  Songtext: Jendrik — I Don’t Feel Hate. Архів оригіналу за 28 лютого 2021. Процитовано 9 березня 2021.
5. ↑  Jendrik Sigwart privat: Mit Freund Jan nach Rotterdam? Das ist unser ESC-Kandidat 2021. news.de (нім.). MM New Media GmbH. 18.02.2021. Архів оригіналу за 2 травня 2021. Процитовано 13 травня 2021.